# 山城町 (徳島県)
山城町（やましろちょう）は、徳島県の北部最西端、吉野川の中流域西岸に位置していた町。

## 概要
景勝地の大歩危（おおぼけ）小歩危（こぼけ）はラフティングや大歩危峡遊覧船、三傍示山や塩塚高原で知られる。本項では町制前の名称である山城谷村（やましろだにそん）についても述べる。
4月の第1土曜日には塩塚峰に広がる草原（塩塚高原）で野焼きがあり、20haを焼き尽くす。吉野川と銅山川（伊予川）、そして四国山地によって作り出された山地は今日でも落石や土砂崩れが絶えない交通の難所である。
2006年（平成18年）3月1日、三好郡内の5町村と合併（新設合併）して市制施行し、三好市となった。

## 地理
高知県吾川郡いの町（旧：土佐郡本川村）を水源とする吉野川が町東端を南北に貫く。
愛媛県新居浜市を水源とする銅山川が町北部を東西に貫き、吉野川に合流する。三傍示山が町南西部と愛媛県四国中央市と高知県長岡郡大豊町に跨る。山間へき地で平坦な個所が極めて少ない。
例年、濃霧や積雪がある。降雨量が比較的多く、林業に適している。総面積に占める森林面積の割合は85%にのぼる。東西17km、南北19km。
なお池田町佐野大宗有安と山城町佐連に境界未定区域があるため、町域面積を正確に求めることは出来ない。

### 山岳
- 塩塚峰
- 野鹿池山
- 三傍示山

### 河川
- 吉野川
- 銅山川
- 白川谷川
- 仏子谷川
- 藤川谷川
- 黒川谷川
- 柴川谷川

### 隣接していた自治体
- 徳島県三好郡池田町、三好郡西祖谷山村
- 愛媛県四国中央市
- 高知県長岡郡大豊町

## 歴史
- 12世紀後半の屋島の戦いに敗れた平家の落人伝説や阿波山岳武士の伝説が残る。
- 1612年、修行僧の筑後坊が長崎から山城谷村へタバコの種を持ち帰って蒔いた。これが徳島産葉タバコ（阿波葉）の起源とされ、かつては近隣町村と共にタバコの一大生産地であった。
- 17世紀前半、白川谷川と小歩危以北の街道（現：徳島県道271号粟山殿野線と国道32号の一部）が土佐藩の初期の参勤交代道として利用されていた。
- 1841年、山城谷の百姓631人が伊予国今治藩へ逃亡した（山城谷一揆）。これをきっかけに騒動が加茂・祖谷山・井内谷・東山・太刀野・郡里などへ広がり、「上郡一揆」と呼ばれる大規模な百姓一揆となった。
- 江戸時代には、地名の後に、地勢と職を表す字を加えて、自治単位の名称としていた。当時は、地名の「山城」に、谷が多い地勢と農民が多いことを理由に「谷」を加えて山城谷（やましろだに）と呼ばれていた。
- 明治の町村制施行時に、「山城谷」を地名として解釈し、山城谷村となった。

### 地名の由来
- いつ頃から「山城」と呼ばれていたのかは不明である。「山城」の由来は諸説ある。
- 地勢が山城国に類似していることから。 - 山城国と同じ地名がある。
- 山を背にしている地勢から「山背（やましろ）」となり、後に「山城」に転じた。 - 山背と表記している文献もある。
- 山に田尾城があったことから。 - 近隣にも山城が沢山あったことを考慮すれば、やや不自然である。

### 沿革
- 1889年（明治22年）10月1日 - 町村制の施行により、近世以来の山城谷村が単独で自治体を形成。
- 1956年（昭和31年）9月30日 - 山城谷村が三名村を編入し、町制施行・改称して山城町となる。
- 2006年（平成18年）3月1日 - 三野町・池田町・井川町・東祖谷山村・西祖谷山村と合併して三好市が発足。同日山城町廃止。

### 習俗
- 山城谷村当時、村内の娘と寡婦は村の若者の共有であったため、他の村の者が娘もしくは寡婦と通じる場合は、若者たちの承認を得るために酒をふるまわなければならなかった[1]。

## 行政
- 町長：西徹

## 経済

### 産業
- 主な産業 建設業、サービス業、製造、卸売業・小売業、農業、林業
- 産業人口 2,367人 （平成12年国勢調査）
- 山城町の林業は、金額ベースで徳島県全体の林業収入の10%を占める。
- 茶、ゼンマイ等の山菜が自生する。60haと規模は大きくないが徳島県内最大の茶産地で茶畑が山間傾斜地に点在する。山菜や栗の産地でもある。

## 地域

### 教育

#### 中学校
- 山城町立山城中学校

#### 小学校
- 山城町立大野小学校
- 山城町立大和小学校
- 山城町立政友小学校
- 山城町立山城小学校
- 山城町立河内小学校
- 山城町立西宇小学校
- 山城町立上名小学校
- 山城町立下名小学校
- 山城町立平野小学校（休校）

## 交通
国道32号と土讃線が町東端を南北に貫く。国道319号が町北部を東西に貫き、国道32号に合流する。

### 鉄道路線
- 四国旅客鉄道
  - 土讃線（池田町） - 祖谷口駅 - 阿波川口駅 - 小歩危駅 - （西祖谷山村）
- 中心となる駅：阿波川口駅
- 隣接市町村への連絡
  - 池田町（阿波池田駅）へは土讃線普通列車で約15分。
  - 西祖谷山村（大歩危駅）へは土讃線普通列車で約15分。
  - 高知県大豊町（大杉駅）へは土讃線普通列車 - 土讃線特急列車で35分、土讃線普通列車で約50分。
- 徳島市（徳島駅）への連絡
  - 土讃線普通列車と土讃線 - 徳島線 - 高徳線直通の特急列車で約90分。
- 広範囲な連絡
  - 高知市（高知駅）へは土讃線普通列車 - 土讃線特急列車で約75分。
  - 高松市（高松駅）へは土讃線普通列車 - 土讃線特急列車 - 予讃線特急列車で約85分。
  - 岡山市（岡山駅）へは土讃線普通列車 - 土讃線特急列車 - 予讃線特急列車 - 瀬戸大橋線特急列車 - 西日本旅客鉄道宇野線特急列車で約100分。
  - 松山市（松山駅）へは土讃線普通列車と土讃線特急列車と予讃線特急列車で約110分。

### 道路
一般国道
- 国道32号、国道319号

都道府県道
- 徳島県道32号山城東祖谷山線
- 徳島県道45号西祖谷山山城線
- 徳島県道270号一宇祖谷口停車場線
- 徳島県道271号粟山殿野線
- 徳島県道272号上名西宇線

- 路線バス
  - 阿波池田駅 - 池田町出合： 四国交通
  - 阿波池田駅 - 西祖谷山村かずら橋： 四国交通
  - 阿波池田駅 - 東祖谷久保： 四国交通
  - 阿波池田駅 - 四国中央市新宮町： 四国交通
  - 阿波池田駅 - 山城町大野： 四国交通
  - 阿波川口駅 - 山城町下川： 山城町営バス
  - 阿波川口駅 - 山城町下名： 山城町営バス
  - 阿波川口駅 - 山城町平： 山城町営バス
  - 阿波川口駅 - 山城町平野： 山城町営バス
  - 阿波川口駅 - 山城町政友： 山城町営バス
  - 阿波川口駅 - 山城町粟山： 山城町営バス

## 観光地

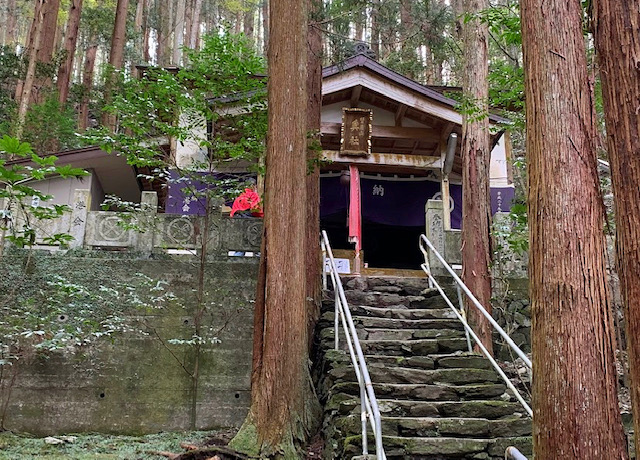
賢見神社

### 公園
- 藤の里公園

### 名所
- 大歩危
- 小歩危
- 鮎戸瀬
- 塩塚高原
- 児啼爺石像
- 閻魔峠
- 半田岩
- 国政橋
- 青雲橋
- 仏子谷の水車

### 社寺・史跡
- 四所神社
- 賢見神社
- 杖立神社
- 梅宮神社
- 大日孁神社
- 長福寺 - 阿波秘境七福神・福禄寿。新四国曼陀羅霊場。
- 持性院 - 阿波秘境七福神・寿老人。新四国曼陀羅霊場。
- 圓明寺 - 阿波秘境七福神・布袋尊。
- 田尾城 - 三好市指定史跡。

### その他
- ラピス大歩危
- レオマ高原ゴルフ倶楽部 山城コース - 市内唯一のゴルフ場。
- 奥小歩危温泉
- 賢見温泉
- 大歩危峡まんなか
- 大川持農林業体験施設

### 催事
- 4月
  - 塩塚高原 野焼き - 塩塚峰周辺を焼き尽くす、写真家が集まるイベント。
  - 田尾城つつじ祭り
- 6月
  - 野鹿池のしゃくなげまつり
  - 黒川谷ほたる祭り
- 7月
  - カヌーフェスティバル
- 8月
  - 山城鉦踊り（かねおどり） - 長宗我部氏に敗れた大西氏鎮魂の念仏踊り。
- 10月
  - 四所神社秋祭り - ちょうさが練り歩く秋祭り。
- 11月
  - 塩塚高原フェスティバル
  - 伊予川芋炊き - 秋の社日にその年の小芋を神に供えて、その年の豊作を祈願する風習をイベント化したもの。愛媛県の芋炊きと同様。
  - もみじ祭り
  - 大歩危観光ウォーキング

## 有名人

### 山城町出身有名人
- 富士正晴（作家。毎日出版文化賞、大阪芸術賞、関西大賞詩仙賞）
- 園尾隆司（最高裁民事・行政局長）
- 平石香奈子（四国放送アナウンサー）

### 山城町関係有名人
- 小笠原長清（武将。阿波小笠原氏の初代。一族で吉野川流域各地を支配した。）
- 三好長慶（戦国時代の武将。室町幕府を支配した。三好氏の起源は小笠原氏とする説が有名だが、史料が乏しく真偽は不明。）
- 大西元武（武将。山城町から池田町西部にかけての大西郷を拠点に田井荘を支配した。長宗我部氏に阿波国を追われてからは川之江・轟城を再建して居城とした。大西氏の起源は諸説ある。）
- 中元真樹（歌手。母親が山城町出身。）

## その他
- 民俗学者の柳田國男と漫画家の水木しげるの功績により広く一般に知られている児啼爺伝説の発祥地が山城町と近年判明し、藤川谷川に石像が設置されている。

### 山城町を舞台にした作品

#### 映画
- 村の写真集（2004年）

#### ラジオドラマ
- NHKラジオドラマ「雲とオルガン」（奥小歩危温泉）

#### 歌
- 北島三郎「青い旅人 〜吉野川〜」「四国三郎 〜旅行く川〜」 - 吉野川と三好郡などがテーマの演歌